# Дни будущего (Одни из нас)
«Дни будущего» (англ. Future Days) — первый эпизод второго сезона американского постапокалиптического телесериала «Одни из нас». Премьера эпизода состоялась 13 апреля 2025 года на канале HBO. Сценаристом и режиссёром эпизода стал соавтор сериала Крэйг Мэйзин. Действие эпизода происходит через пять лет, после окончания первого сезона, и отношения между Джоэлом (Педро Паскаль) и Элли (Белла Рамзи) стали напряжёнными из-за того, что Джоэл солгал Элли в предыдущем эпизоде. Они поселились в Джексоне, Вайоминг, с братом Джоэла Томми (Гэбриел Луна) и друзьями Элли, Диной (Изабела Мерсед) и Джесси (Янг Мазино).
Эпизод был снят в феврале и марте 2024 года в основном в Британской Колумбии, в том числе в Британия-Бич, где на частной территории был построен город Джексон. В нём представлены несколько персонажей, в том числе Эбби (Кейтлин Дивер) и Гейл (Кэтрин О’Хара), для которых сценаристы внесли несколько изменений относительно игры для соответствия формату сериала. Критики посчитали этот эпизод сильной вступительной главой, которая в значительной степени определяет дальнейшую часть сезона, высоко оценив режиссуру, операторскую работу, сценарий и игру Паскаля, Рамзи и О’Хары. В первый день показа эпизод посмотрели 5,3 миллионов зрителей.

## Сюжет
Джоэл клянётся Элли, что его история о Цикадах — правда; Элли колеблется, прежде чем ответить «Ладно», и они направляются к безопасному поселению в Джексоне, Вайоминг. В Солт-Лейк-Сити группа выживших Цикад оплакивает потери после бойни в больнице. Одна из них, Эбби, горит желанием выследить Джоэла, но Оуэн отговаривает её, предлагая сначала перегруппироваться в Сиэтле. Она клянётся, что будет убивать Джоэла медленно.
Пять лет спустя, в конце 2028 года, и отношения Элли и Джоэл стали напряжёнными. Во время боевой подготовки Джесси приказывает соблюдать осторожность по отношению к Элли, опасаясь мести Джоэла, но Элли требует равного отношения. Брат Джоэла, Томми, отстраняет Элли от патрулирования по просьбе Джоэла, но Элли настаивает на выполнении своего задания. При уничтожении группы заражённых людей в заброшенном супермаркете, Элли сталкивается с новым типом заражённых, способным преследовать её и передвигаться бесшумно; она убивает его после того, как он кусает её, и позже сообщает о его существовании совету в Джексоне.
Джоэл встречается с психотерапевтом Гейл, которая признаётся, что обижена на него за то, что он убил её мужа Юджина. Джоэл выражает свою печаль по поводу напряжённых отношений с Элли и признаётся, что он спас её. На новогодней вечеринке Дина танцует с Элли, они целуются, что вызывает гнев и гомофобные высказывания со стороны Сета. После того, как Джоэл нападает на Сета, Элли говорит ему, что ей не нужна его помощь, и он уходит. Позже она встречает его, играющего на гитаре на крыльце своего дома, но не заговаривает с ним.
Заражённые отростки начинают проникать в Джексон через сломанную трубу, в то время как Эбби и её друзья прибывают неподалёку и наблюдают за городом издалека.

## Производство

### Разработка и сценарий
Сценаристом и режиссёром эпизода стал соавтор сериала «Одни из нас» Крэйг Мэйзин, и за основу эпизода была взята видеоигра 2020 года The Last of Us Part II. Сценарии к сезону начали писать к апрелю 2023 года, но на их написание повлияла забастовка Гильдии сценаристов США в мае; Мэйзин предоставил сценарий к «Дням будущего» примерно за 90 минут до начала забастовки. Вдохновившись работой Ноя Хоули над сериалом «Фарго», Крейг решил, что режиссура премьерного эпизода позволила ему подготовить зрителей к тому, что будет происходить в сезоне, и впоследствии он тесно сотрудничал с каждым режиссёром на съёмочной площадке. 24 марта 2025 года телеканал HBO раскрыл название эпизода и его продолжительность. Эпизод получил название в честь песни Pearl Jam «Future Days», которая звучит в игре, хотя в 2003 году, когда началось распространение грибка, этой песни не существовало; Мэйзин и Нил Дракманн посчитали, что её включение было важным и тематически соответствующим для сюжетных арок Джоэла и Элли:5:24.
Эпизод начинается с неиспользованных кадров из финала первого сезона, показывающих реакцию Джоэла на комментарий Элли и то, как они вдвоём идут в сторону Джексона. Дракманн и Мэйзин сочли эти кадры подходящим вступлением ко второму сезону, поскольку разговор устанавливает конфликт между Джоэлом и Элли на протяжении всего сезона, а дополнительные кадры с реакцией Джоэла (также отсутствующие в играх) демонстрируют то, что он будет поддерживать свою ложь:6:41. Сцена со сталкером была включена, чтобы показать, как заражённые могут эволюционировать, а также продемонстрировать, что в каждом из этих существ может присутствовать печаль. Крейг сказал, что отростки, растущие внутри трубы в Джексоне, отражают то, что пока люди развивают промышленность, они одновременно разрушают мир: разрушение трубы было благородной попыткой построить больше домов для размещения беженцев, но это привело к определённым последствиям, и это позволило отросткам проникнуть в Джексон.
Сцена с участием психотерапевта Джоэла изначально предназначалась для первого сезона, но перед производством от неё отказались. Позже Мэйзин решил вновь обратиться к этому материалу во втором сезоне, рассматривая терапию как возможность узнать, что скрывают люди в мире «Одних из нас». Разговор Джоэла с Гейл имеет сходство с признанием, которое Джоэл сделал своему брату Томми в одной из сцен игры. Если в первом случае это был частичный пересказ событий из первой игры, то во втором демонстрируется влияние лжи Джоэла; Дракманн посчитал, что это изменение было оправдано тем, как оно повлияет на дальнейшее повествование. Кроме того, другие сцены также подверглись адаптации, например сцена, где Элли и Томми охотились на заражённых.
Группа Crooked Still появляется в сцене с танцами в качестве вымышленной группы Brittany and the Jug Boys, и они играют свою собственную музыку, которая фигурировала в игре: «Little Sadie» и «Ecstasy». Дракманн хотел, чтобы в игре появилась группа, но они были ограничены во времени и в процессе разработки. Густаво Сантаолалья, который пишет музыку для сериала и игр, также появился в эпизодической роли:36:16. Элли слушает песню «Love Buzz» группы Nirvana в своей комнате[значимость факта?]. В сцене с танцами сценаристы сочли важным рассмотреть положение с правами ЛГБТК в 2003 году и продемонстрировать, «как обстояли дела», через призму гомофобии Сета.

### Подбор актёров и персонажи
Педро Паскаль и Белла Рамзи, которые сблизились во время съёмок первого сезона, отметили болезненность разлуки своих героев Джоэла и Элли, хотя, по мнению Паскаля, такое развитие сюжета естественно отражает часто возникающую дистанцию между взрослеющими детьми и родителями. Паскаль признался, что Джоэл переживает внутренний конфликт из-за страха потерять Элли, и это делает Джоэла уязвимым; в то же время это помогло самому актёру обратить внимание на усталость в своей собственной жизни. Мэйзин посчитал, что боевые перепалки Элли будут интересными из-за размеров Рамзи, и поэтому она стала изучать приёмы, используемые низкорослыми людьми против более крупных врагов, такие как приёмы из бразильского джиу-джитсу. Она обучалась джиу-джитсу в течение двух месяцев перед съёмками; трюки доставляли ей удовольствие, хотя и были утомительными[значимость факта?]. Мэйзин сказал, что он стал свидетелем роста личности Беллы и её эмоциональной зрелости между сезонами, и это нашло отражение в сериале.
В этом сезоне появляются несколько новых персонажей, которым уделяют много внимания. Мэйзин отметил, что новые актёры «отлично вписались» в сериал благодаря его устоявшейся репутации[значимость факта?]. Кастинг актёров был приостановлен в мае 2023 года из-за забастовки сценаристов; актёры проходили прослушивание, читая сцены из игры The Last of Us Part II из-за отсутствия сценариев. Съёмочная группа изначально хотела начать кастинг с Эбби, ещё до забастовки актёров. После завершения забастовки в ноябре 2023 года, Кейтлин Дивер стала главным претендентом на роль, после её успешного выступления в фильме «Никто тебя не спасёт» (2023). Она ранее появлялась в игре Naughty Dog Uncharted 4: A Thief’s End (2016), и примерно тогда же рассматривалась на роль Элли в заброшенной киноадаптации «Одних из нас». О её участии объявили 9 января 2024 года. История Эбби претерпела некоторые изменения: её роль Цикады раскрывается в «Днях будущего», тогда как в оригинальной игре эта информация становится известна значительно позднее, поскольку возможность сыграть ей требовала иных разоблачений в повествовании:10:56. Мэйзин подчеркнул важность демонстрации влияния действий Джоэла на окружающих:3:31, и Дивер заметила, что такое изменение позволяет зрителю быстрее понять гнев Эбби. Он сравнил чувства горя и гнева Эбби с эмоциями Джоэла после гибели своей дочери в первом сезоне:4:09.
10 января 2024 года было объявлено о назначении Янга Мазино на роль Джесси, а 11 января — Изабелы Мерсед на роль Дины. Мазино чувствовал, что отношения между ним и Мерсед отражаются в отношениях Джесси с Диной: он завидовал её жизнерадостному характеру, но был слишком обременён ответственностью, чтобы ответить взаимностью:10:32. Отношения Дины и Джоэла в игре обсуждаются, но не показаны; сценаристы сочли, что сериал предоставляет возможность показать их:21:13. Мэйзин считает, что это отражает реальные родительские отношения, в которых друзья ребёнка часто ценят его родителя больше, чем их собственный ребёнок. Изабела считает Джоэла фигурой «весёлого дядюшки» для Дины, отмечая, что их уверенность друг в друге была естественной, учитывая их взаимную любовь к Элли.
В январе 2024 года ходили слухи, что Кэтрин О’Хару взяли на роль Гейл; официальное объявление о её участии состоялось 2 февраля, а имя её персонажа было официально раскрыто в феврале 2025 года. Мэйзин утверждает, что О’Хара, которая преимущественно является комедийной актрисой, подходит для драматической роли из-за глубины её характера; Мэйзин вдохновлялся работой Винса Гиллигана над сериалами «Во все тяжкие» и «Лучше звоните Солу», а также выбором Брайана Крэнстона на роль Уолтера Уайта:25:37. О’Хара посмотрела первый сезон сериала после того, как с ним её познакомили её сыновья, которые играли в игры; один из её сыновей работает в сериале декоратором. По её словам, в эту роль она стремилась привнести элемент мрачной комедии. 1 марта 2024 года был объявлен кастинг Рамиреса, Барера, Габриэль и Лорда на роли Мэнни, Мела, Норы и Оуэна, соответственно, а 5 марта 2025 года Бёрк и Ламанна были назначены на роли Сета и Кэт.

### Съёмки
Из-за забастовок сценаристов и актёров основные съёмки сезона начались 12 февраля 2024 года под рабочим названием «Мега-меч». В первый день съёмок были задействованы Рамзи и Мерсед, в сцене, где Дина забирает Элли для патрулирования, и Мэйзин сразу почувствовал химию между ними:24:59[значимость факта?]. В феврале здание в Камлупсе было оформлено так, чтобы оно было похоже на рынок Greenplace Market из игры. С 5 по 6 марта съёмки проходили в Калгари, Альберта, где частично снимался первый сезон, а затем съёмки были перенесены в Мишен, Форт-Лэнгли и Лэнгли, где были воссозданы части Джексона. Съёмки эпизода были близки к завершению к 12 марта, производство вернулось в Альберту на десять дней, начиная с 18 марта, а съёмки в Иксшоу и вдоль шоссе 1А с 21 по 24 марта потребовали снега и частичного перекрытия шоссе на 72 часа.
Городок Джексон был построен на частной территории в Минати-Бэй, Британия-Бич; первоначальные проекты города были намного больше, но из-за бюджета их пришлось ограничить. Бригады строителей, которые имели полный доступ к концепт-артам из игр, построили актёрские комнаты в витринах магазинов. Кадр с Элли в начале танца был скопирован из игры; Мэйзин посчитал его важным, так как это демонстрирует как сходства, так различия сериала от первоисточника. Оператор-постановщик Ксения Середа сначала пыталась снимать кадр с использованием крана, но Мэйзин остался недоволен результатом; после этого Середа сняла его с помощью ручной камеры, и Мэйзин счёл его идеальным:33:53. Дракманну этот кадр показался эмоциональным, поскольку, по его мнению, он продемонстрировал любовь и увлечённость съёмочной группы, особенно со стороны Мэйзина и Середы, к исходному материалу:35:09. Сцена с терапией снималась в течение целого дня, и О’Хара посчитала этот процесс «напряжённым».

## Реакция

### Показ и рейтинги
В декабре 2023 года телеканал HBO объявил, что премьера второго сезона запланирована на 2025 год как на самом канале, так и на стриминговом сервисе Max. Кейси Блойс, председатель правления и главный исполнительный директор HBO и Max, сказал, что сериал выйдет в эфир в период отбора на следующую церемонию премии «Эмми». Дракманн анонсировал премьеру сезона в апреле в рамках презентации Consumer Electronics Show от Sony 6 января 2025 года; в следующем месяце HBO объявил дату премьеры — 13 апреля. Мировая премьера первого эпизода состоялась на красной дорожке в китайском театре TCL в Лос-Анджелесе 24 марта, затем состоялись премьера на красной дорожке и театральный показ в Государственном театре в Сиднее 2 апреля, в Гран-Рексе в Париже 5 апреля и в Вью-Вест-Энде на Лестер-сквере в Лондоне 10 апреля. Премьера эпизода состоялась на канале HBO 13 апреля; одновременно на Max была выпущена версия эпизода на амслене в исполнении Дэниела Дюранта и Лейлы Ханауми. Эпизод собрал 5,3 миллиона зрителей в США в первую ночь показа, включая просмотры по телевидению и на платформе Max — это на 13% больше, чем у премьеры первого сезона. Количество просмотров первого сезона выросло на 150% за неделю перед выходом «Дней будущего». На линейном телевидении эпизод посмотрели 938 000 зрителей, а его рейтинг составил 0,31.

### Реакция критиков
«Дни будущего» получил рейтинг 100% на сайте Rotten Tomatoes на основании 24 отзывов со средней оценкой 8,4 из 10. Критики посчитали эпизод сильной вступительной главой, которая во многом определяет дальнейший ход сезона, а Келли Лоулер из «USA Today» отметила, что захватывающий темп первых серий напоминает первый сезон. Саймон Карди из IGN похвалил режиссуру Мэйзина, которая, по мнению Нейтана Ингрэма из Engadget, «в некотором роде отдаёт дань уважения игре», особенно в первом кадре сцены вечеринки. Кэти Долл из Comic Book Resources назвала съёмку общих планов Джексона «любовным письмом» к команде, которая создала его, похвалив Мэйзина и Середу за их внимание к масштабу.
Критики высоко оценили игру Паскаля и Рамзи и выразили пожелание видеть больше совместных сцен между ними. Критики особо хвалят Рамзи за роль Элли, отмечая её способность передавать своё обояние, всё же усомнились в том, что ей удалось воплотить временной скачок в пять лет, а Паскаля похвалили за передачу тонких эмоций разочарования и грусти Джоэла, особенно в сцене О’Харой; Кэролайн Сиде из The A.V. Club сочла «это, возможно, лучшей актёрской работой Паскаля на сегодняшний день». По мнению Тома Пауэра из TechRadar, «каждый новый актёр подходит к своему персонажу как нельзя лучше». Нескольким обозревателям понравилось, как О’Хара изобразила уязвимость, лежащую в основе её внешнего спокойствия, особенно в свете её комедийной работы в сериале «Киностудия», выходящего в эфир одновременно с «Одними из нас». Выступление Дивер было высоко оценено за её эмоциональность и свирепость, несмотря на то, что её появление было кратким, и работа Мазино и Мерсед также удостоилась большой похвалы.
Несколько обозревателей положительно оценили совпадения и различия сюжета с оригинальной игрой/ что, по словам Аарона Бэйна из Push Square, «является тем, что мы ждём от адаптации», однако Карди из IGN подверг сомнению отдельные сюжетные ходы, считая, что предыстория Эбби и сцена с танцами должны были быть отложены до более поздних этапов в повествовании, как в игре. Мэри Кассель из Screen Rant высказала мнение, что в этом эпизоде была немного «тяжёлая экспозиция», но посчитала её необходимой, чтобы подготовить зрителя к дальнейшему развитию событий. Высоко оценены критиками были и напряжённая сцена со сталкером: Сиде из The A.V. Club в положительном ключе сравнила её с фильмом ужасов из-за движений исполнителя; и спокойная напряжённость во время сеанса терапии Джоэла: Карди из IGN написала, что она чувствовала, что сцена «чудесным образом отражает общее горе каждого в этом мире».

## Комментарии
1. ↑  В «Ищи свет», Джоэл рассказывает Элли, что Цикады нашли других людей с иммунитетом, но они не смогли создать вакцину.[3]
2. ↑  Бойня была показана в эпизоде «Ищи свет»[4]